# Lumber City (Pennsylvania)
Lumber City is een plaats (borough) in de Amerikaanse staat Pennsylvania, en valt bestuurlijk gezien onder Clearfield County.

## Demografie
Bij de volkstelling in 2000 werd het aantal inwoners vastgesteld op 86. In 2006 is het aantal inwoners door het United States Census Bureau geschat op 82, een daling van 4 (–4,7%).

## Geografie
Volgens het United States Census Bureau beslaat de plaats een oppervlakte van 7,0 km².
Lumber city ligt aan de oever van de westelijke arm van de rivier de Susquehanna en tevens aan de Lumber city Highway, de 969.

## Plaatsen in de nabije omgeving
De onderstaande figuur toont nabijgelegen plaatsen in een straal van 16 km rond Lumber City.